# Kazimierz Pustelak
Kazimierz Pustelak (ur. 14 lutego 1930 w Nowej Wsi, zm. 11 grudnia 2021 w Warszawie) – polski śpiewak (tenor).

## Życiorys
Kazimierz Pustelak urodził się w Nowej Wsi koło Rzeszowa. Początkowo pracował jako inżynier rolnik w woj. rzeszowskim. W 1955 otrzymał propozycję solisty w Teatrze Muzycznym i Zespole Orkiestr i Chóru Polskiego Radia w Krakowie. W 1957 zadebiutował w krakowskiej operze. Uczył się śpiewu w szkole operowej Czesława Zaremby w Krakowie oraz Marii Świeżawskiej w Rzeszowie. W 1960 wyjechał do Włoch (szkoła śpiewu przy La Scali w Mediolanie). Od 1961 był solistą Teatru Wielkiego w Warszawie. Od 1971 był również pedagogiem w warszawskiej Akademii Muzycznej. Wieloletni dziekan Wydziału Wokalnego UMFC w Warszawie. Ceniony nauczyciel akademicki.
Był cenionym interpretatorem repertuaru oratoryjnego i pieśniarskiego. Wykonywał wiele kreacji operowych m.in. w operach Stanisława Moniuszki (Jontek w Halce), Wolfganga Amadeusa Mozarta (Belmonte w Uprowadzeniu z seraju), Giuseppe Verdiego (Książę w Rigoletcie, Alfred w Traviacie), Karola Szymanowskiego (Pasterz w Królu Rogerze). Podczas pracy w Chórze Polskiego Radia nagrał również szereg polskich pieśni patriotycznych (m.in. Hej hej ułani, Czerwone maki na Monte Cassino) i ludowych (m.in. Krakowiaczek, Skowroneczek, Szumią jodły na gór szczycie).
Zmarł 11 grudnia 2021 i został pochowany w Alei Zasłużonych na Cmentarzu Wojskowym na Powązkach w Warszawie (kwatera GII-tuje-5)

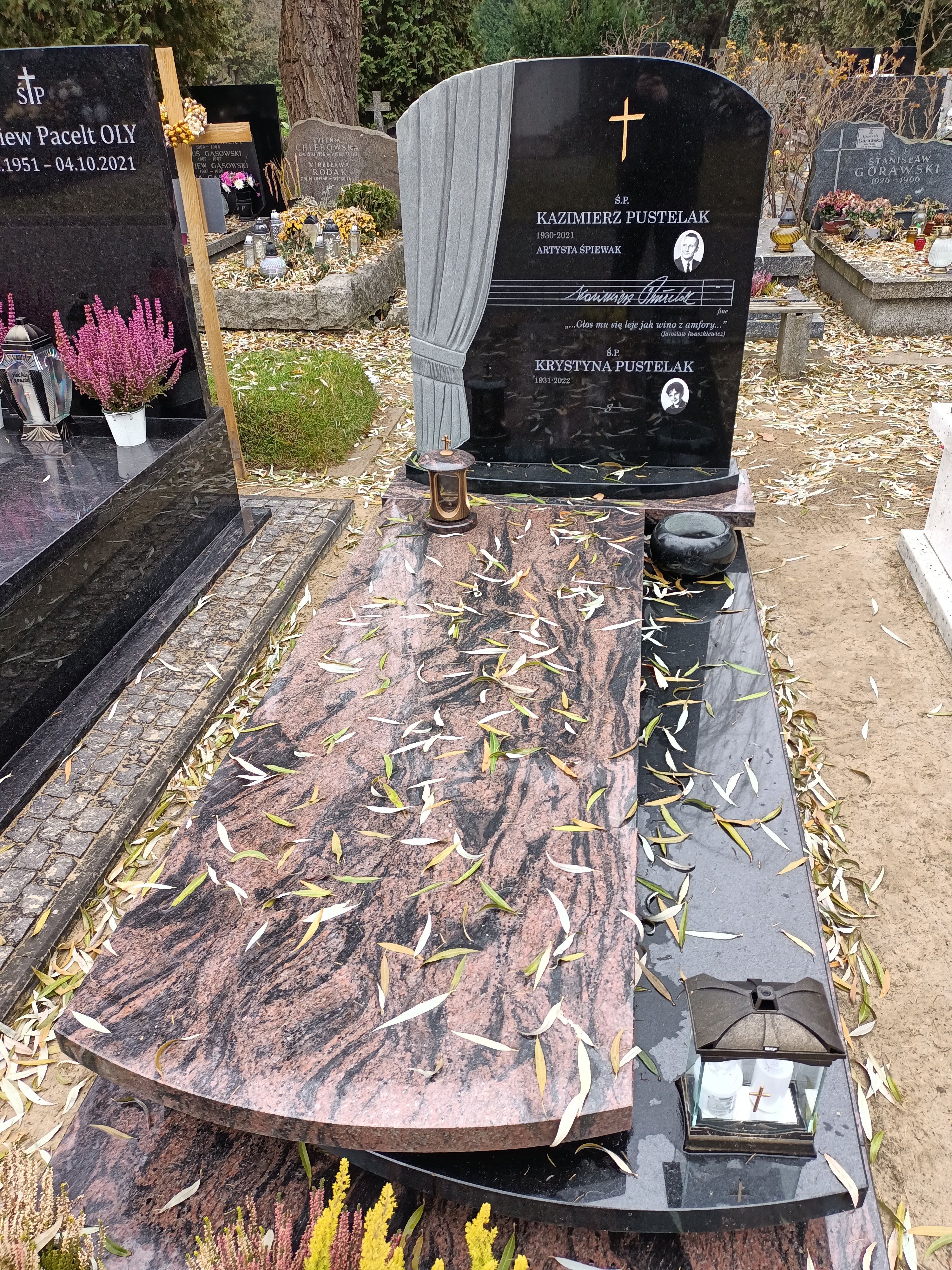
Grób Kazimierza Pustelaka na Cmentarzu wojskowym na Powązkach

## Nagrody i odznaczenia
- Laureat srebrnego medalu w konkursie śpiewaczym w Moskwie (1957)
- Laureat złotego medalu w Międzynarodowym Konkursie Śpiewaczym w Tuluzie (1960)
- Honorowa Nagroda Muzyczna Rzeszowskiego Towarzystwa Muzycznego (2010)
- Złoty Medal Zasłużony Kulturze Gloria Artis (2007)[6]